# Morbegno

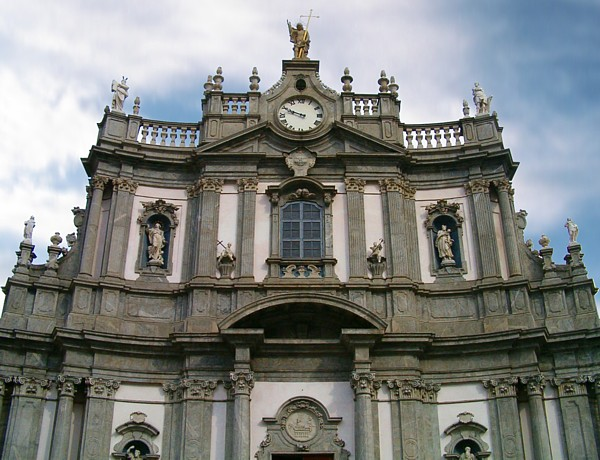

Morbegno – miejscowość i gmina we Włoszech, w regionie Lombardia, w prowincji Sondrio.
Według danych na rok 2004 gminę zamieszkiwały 11 082 osoby, 738,8 os./km².

## Miasta partnerskie
- / Llanberis